# Tang Muzong
Tang Muzong 唐穆宗 (* 795; † 824) war Kaiser der Tang-Dynastie. Er regierte von 821 bis 824 über China. Er ist der Sohn und Nachfolger von Tang Xianzong 唐宪宗.